# У̇
Cette page contient des caractères spéciaux ou non latins. S’ils s’affichent mal (▯, ?, etc.), consultez la page d’aide Unicode.
Ne doit pas être confondu avec la lettre latine Y point suscrit (Ẏ ẏ).
У̇ (minuscule : у̇), appelé ou point en chef, est une lettre additionnelle de l’alphabet cyrillique utilisée dans l’écriture de l’oudi de la fin du XIXe siècle au début du XXe siècle. Elle est composée du ou ‹ У › diacrité d’un point suscrit.

## Utilisations
L’ou point en chef ‹ у̇ › été utilisé dans des ouvrages et articles en ou relatif à l’oudi publiés dans la revue Сборник материалов для описания местностей и племен Кавказа. [Recueil de matériaux pour la description des contrées et tribus], dont notamment dans l’orthographe oudi présentée en 1888, dans une traduction des évangiles de 1902 et dans la grammaire oudi de 1904 d’Adolf Dirr (de),,.

## Représentation informatique
L’ou point suscrit peut être représenté avec les caractères Unicode suivants (cyrillique, diacritiques) :
| formes    | représentations | chaînes de caractères | points de code | descriptions                                             |
| --------- | --------------- | --------------------- | -------------- | -------------------------------------------------------- |
| capitale  | У̇               | У◌̇                    | U+0423 U+0307  | lettre majuscule cyrillique ou diacritique point suscrit |
| minuscule | у̇               | у◌̇                    | U+0443 U+0307  | lettre minuscule cyrillique ou diacritique point suscrit |